# ماساكي كوباياشي
ماساكي كوباياشي (باليابانية: 小林 正樹) (14 فبراير 1916 – 4 أكتوبر 1996) كان مخرج أفلام وكاتب سيناريو ياباني، اشتهر من خلال ثلاثيته الملحمية الحالة البشرية (1959–1961)، وأفلام الساموراي هاراكيري (1962) وتمرد الساموراي (1967)، ومختارات الرعب كوايدان (1964). وصفته مجلة سينسز أوف سينما «كأحد أفضل المصورين للمجتمع الياباني في خمسينيات وستينيات القرن العشرين.»
هو واحد من أعظم المخرجين السينمائيين، وله أفلام تُعتبر من علامات السينما مثل: فيلمه الأهم هاراكيري وفيلم الرعب كوايدان وتمرد الساموراي والثلاثية الحربية العظيمة الحالة البشرية وفيلم نُزل الشر والنهر الأسود والغرفة ذات الجدران السميكة وأيضًا فيلمه الذي لا يحظى بالتقدير الكافي الأحفورة.
عمل مع الممثل الياباني الكبير تاتسويا ناكادي في أكثر من عمل وهو من أظهره للسينما ليسطع نجمه، وعمل مع الممثل الياباني الأشهر توشيرو ميفوني في فيلم تمرد الساموراي، ولا يزال تأثير أفلامه قائمًا حتى اليوم.
حاصل على جائزتي لجنة التحكيم من مهرجان كان عن فلمي هاراكيري وكوايدان وجائزة ساثرلاند عن فيلم تمرد الساموراي وترشح جائزة الأوسكار لأفضل فيلم أجنبي عن فيلم كوايدان وترشح لجائزتي الأسد الذهبي وجائزة لجنة التحكيم عن فلمي صلاة الجندي (الجزء الأول من ثلاثية الحالة البشرية) وأيضًا فيلم ليس لدي الكثير من المشاكل.

## حياته المبكرة

### الطفولة والدراسة (1916–1942)
وُلد كوباياشي في 14 فبراير 1916 في أوتارو، وهي مدينة ميناء تقع على جزيرة هوكايدو. كانت عائلة كوباياشي تنتمي إلى الطبقة المتوسطة العليا؛ حيث كان والده، يويتشي، يعمل لدى شركة ميتسوي وشركاه، بينما تنتمي والدته، هيساكو، إلى عائلة من التجار. كان لديه شقيقان أكبر منه وأخت أصغر. كما كان قريبًا من الدرجة الثانية للممثلة والمخرجة كينيو تاناكا. تعود أصول عائلة كوباياشي إلى ساموراي من مدينة شيمونوسيكي. عاش كوباياشي في طوكيو أثناء دراسته الابتدائية، لكنه قضى بقية سنوات طفولته في أوتارو حتى بلغ 17 عامًا. كان منزل عائلته يتميز بالدفء والتسامح، وشجعه والداه على استكشاف الفنون. شاهد فيلمًا لأول مرة عندما كان في السابعة من عمره، وكان يداوم على مشاهدة الأفلام وحضور المعارض الفنية والحفلات الموسيقية والعروض المسرحية برفقة والدته. ساعده شقيقه الأكبر، ياسوهيكو، الذي كان يشارك في مجموعات دراسية حول السينما أثناء دراسته الجامعية، في تعميق فهمه للأفلام.
في عام 1938، التحق كوباياشي بجامعة واسيدا في طوكيو. في الجامعة، تلقى تعليمًا على يد آيزو يايشي، الشاعر والمؤرخ الذي أصبح مرشدًا له وأثر بشكل كبير على نظرته للحياة والفن. تخصص آيزو في الفن البوذي، وخاصة فنون فترة نارا، وكان يصطحب طلابه بشكل متكرر إلى المعابد البوذية. خارج الصفوف، رافق كوباياشي آيزو في رحلات إلى نارا وزار منزله بانتظام.
بفضل تأثير آيزو، قرر كوباياشي دراسة فنون وفلسفة شرق آسيا، وكتب أطروحته حول معبد بوذي يُدعى موروجي، الواقع في نارا. قضى شهرًا في معبد موروجي أثناء بحثه عن تاريخه لأطروحته. في وقت لاحق، عمل كوباياشي على فيلم وثائقي عن آيزو، صدر في عام 1996.
أثناء دراسته في جامعة واسيدا، كان كوباياشي يزور استوديو شوشيكو لمتابعة قريبتِه كينيو تاناكا، وهي تعمل. خلال هذه الفترة، بدأ كوباياشي يحلم بأن يصبح مخرجًا سينمائيًا.
بعد تخرجه من جامعة واسيدا في عام 1941، عمل كوباياشي في استوديو شوشيكو كمخرج متدرب لمدة ثمانية أشهر. هناك، ساعد هيروشي شيميزو في فيلم جوقة الفجر وهيديو أوبا في فيلم كازي كاورو نيوا. خلال هذه الفترة، بدأ كوباياشي كتابة كتاب تدور أحداثه في نارا، يتناول قصة عالم فنون شرقية يلتحق بالجيش.
بعد هجوم اليابان على بيرل هاربر، أدرك كوباياشي أنه على الأرجح سيتم تجنيده ويموت كجندي، فقرر العودة إلى موروجي.

### فترة الحرب (1942–1946)
في يناير 1942، تم تجنيد كوباياشي في فوج أزابو الثالث للجيش الإمبراطوري الياباني.  بعد ثلاثة أشهر من التدريب كمدفعي رشاش ثقيل، تم إرسال كوباياشي بالقرب من هاربن في منشوريا.  في سبتمبر 1943، تم إرسال فرقة كوباياشي للقيام بدوريات على طول نهر أوسوري. في يونيو 1944، عاد فوجه إلى اليابان، حيث كان من المقرر نقلهم إلى الفلبين. ومع ذلك، منعت غواصات الحلفاء فوج أزابو الثالث من الوصول إلى الفلبين، لذلك توجهوا إلى جزيرة أوكيناوا بدلا من ذلك.  أثناء السفر إلى أوكيناوا، حولت مجموعة كوباياشي إلى جزيرة مياكو في جزر ريوكيو، حيث بقوا حتى نهاية الحرب.  خلال ذلك الوقت، عملت مجموعته على بناء مطار.  كان وقت كوباياشي في الجزيرة صعبًا، حيث لجأت مجموعته في كثير من الأحيان إلى أكل الجنادب والكلاب للبقاء على قيد الحياة.  احتفظ بمذكرات خلال فترة وجوده في جزيرة مياكو، والتي وثقت تجربته في الحرب وتضمنت رواية عن فقدان شبابه. في مذكراته، يظهر كوباياشي الدعم للمجهود الحربي الياباني، لكنه يأسف من الموت والدمار الذي تسببت فيه الحرب.  لم يشارك كوباياشي أبدًا في القتال على الخطوط الأمامية خلال فترة وجوده في الجيش. اعتبر كوباياشي نفسه مسالمًا واشتراكيًا، وقاوم برفض الترقية إلى رتبة أعلى من جندي.
بعد انتهاء الحرب، قضى كوباياشي ما يقرب من عام في معسكر عمل أسرى الحرب في كادينا، أوكيناوا. في المخيم، أدار كوباياشي شركة مسرحية مع سجناء آخرين، وأنتج العديد من العروض. أُطلق سراح كوباياشي من معسكر العمل في نوفمبر 1946.  عند عودته إلى المنزل، علم أن والده توفي في عام 1945 وأن شقيقه الأكبر ياسوهيكو توفي في معركة في الصين في عام 1944.

## حياته المهنية

### مساعدة كينوشيتا (1946-1953)
بعد عودته إلى اليابان عام 1946، انضم كوباياشي مجددًا إلى استوديو شوتشيكو كمساعد مخرج. في البداية، تم تكليفه بمساعدة كيسوكي ساساكي، ثم أُسندت إليه مهمة العمل مع كيسوكي كينوشيتا. خلال فترة عمله مع كينوشيتا، نما إعجاب كوباياشي بتعاطف كينوشيتا وذكائه ومهارته في الإخراج. جمعت بينهما تجارب مشتركة تتعلق بالحرب ووفاة والدتيهما.
كان أول عمل لكوباياشي تحت إشراف كينوشيتا كمساعد مخرج ثانٍ في فيلم فينكس عام 1947. وفي عام 1948، تمت ترقيته إلى منصب مساعد المخرج الرئيسي في فيلم الارتداد عن الإيمان. وظل في هذا المنصب طوال فترة عمله كمساعد لكينوشيتا. في عام 1949، شارك كوباياشي في كتابة سيناريو فيلم الطبل المكسور مع كينوشيتا. وكان آخر فيلم لكينوشيتا عمل كوباياشي فيه كمساعد هو مأساة يابانية، الذي صدر عام 1953. في نفس العام، بدأ كينوشيتا بالبحث عن مادة يمكن تحويلها إلى فيلم لتكون أول عمل إخراجي لكوباياشي. اشترى استوديو شوشيكو حقوق رواية الحديقة الاصطناعية  بنية استخدامها لفيلم كوباياشي الأول. ومع ذلك، قام كينوشيتا بنفسه باقتباس الرواية في فيلم حديقة النساء عام 1954.

### الأفلام الأولى (1953-1959)
كان أول عمل لكوباياشي كمخرج في عام 1952 من خلال فيلم شباب ابني. كان هذا الفيلم جزءًا من مبادرة أطلقتها شركة شوتشيكو لإصدار أفلام قصيرة، أُطلق عليها اسم «أفلام شقيقة»، تهدف إلى تقديم مخرجين جدد. في الأول من أبريل 1952، تزوج كوباياشي من الممثلة تشيوكو فوميا التي كانت تعمل في شوشيكو. في عام 1953، صدر فيلم الإخلاص، وهو أول فيلم روائي طويل لكوباياشي. كتب نص الفيلم معلمه كيسوكي كينوشيتا. استوحى كوباياشي كلا من فيلمي شباب ابني والإخلاص من عائلته وطفولته، حيث استندت بعض الشخصيات إلى أفراد من عائلته.
أنهى كوباياشي في عام 1953 تصوير فيلم الغرفة ذات الجدران السميكة، الذي تناول موضوع مجرمي الحرب من الفئتين «ب» و«ج» المحتجزين في سجن سوجامو. استند الفيلم إلى مذكرات حقيقية لمجرمي حرب، وكان خروجًا كبيرًا عن نوع الأفلام التي كانت تنتجها شوشيكو في ذلك الوقت. رفضت شوشيكو في البداية إصدار الفيلم دون تعديلات، بسبب تخوف الحكومة اليابانية من أن ينتقد الفيلم الاحتلال الأمريكي لليابان، مما قد يثير غضب الولايات المتحدة. رفض كوباياشي حذف أي محتوى، مما أدى إلى تأجيل إصدار الفيلم حتى عام 1956. أثرت هذه الحادثة سلبًا على سمعة كوباياشي داخل شوشيكو، فحاول إعادة بناء مكانته من خلال إنتاج أربعة أفلام لاحقة أقرب إلى النمط التقليدي لشوشيكو.
في عام 1954، صدر فيلم ثلاثة أحبّة. تضمن الفيلم مشاهد صُورت داخل نفس الكنيسة التي تزوج فيها كوباياشي وتشيوكو فوميا. في وقت لاحق من نفس العام، صدر فيلم في مكان ما تحت السماء الواسعة. كان هذا الفيلم أول عمل يظهر فيه كيجي سادة مع كوباياشي، وهو صديق مقرب له، وشارك لاحقًا في ستة من أفلامه.

### الفترة الذهبية (1959-1967)
في الفترة من عام 1959 إلى 1961، أخرج كوباياشي ثلاثية الحالة البشرية (1959–1961)، التي تناولت تأثيرات الحرب العالمية الثانية على شخصية يابانية مسالمة واشتراكية. بلغ إجمالي مدة الأفلام حوالي عشر ساعات، مما يجعلها واحدة من أطول الأفلام الروائية التي أُنتجت للعرض السينمائي.
في عام 1962، أخرج كوباياشي فيلم هاراكيري، الذي فاز بجائزة لجنة التحكيم في مهرجان كان السينمائي 1963.
وفي عام 1964، أخرج كوباياشي فيلم كوايدان، أول أفلامه بالألوان، وهو عبارة عن مجموعة من أربع قصص أشباح مستوحاة من كتب لافكاديو هيرن. فاز كوايدان بجائزة لجنة التحكيم في مهرجان كان السينمائي 1965، كما رُشح لجائزة الأوسكار لأفضل فيلم بلغة أجنبية.

### الأفلام الأخيرة (1953-1959)
في عام 1968، أسس أكيرا كوروساوا وكيسوكي كينوشيتا وكون إيشيكاوا وكوباياشي مجموعة المخرجين شيكي نو كاي - نادي الفرسان الأربعة، في محاولة لإنتاج أفلام تستهدف الأجيال الشابة.
في عام 1969، كان كوباياشي عضوًا في لجنة التحكيم في الدورة التاسعة عشرة لمهرجان برلين السينمائي الدولي.
كان كوباياشي مرشحًا لإخراج المشاهد اليابانية في فيلم تورا! تورا! تورا! بعد انسحاب أكيرا كوروساوا من المشروع. ومع ذلك، تم اختيار كينجي فوكاساكو وتوشيو ماسودا بدلاً منه.
أحد مشاريعه الكبرى كان فيلمًا مقتبسًا عن رواية ياسوشي إينو بعنوان تون هوانغ، التي تتناول الصين البوذية، ولكن هذا المشروع لم يُكتب له أن يتحقق.

## أعماله

### كمخرج
أخرج كوباياشي العديد من الأفلام المميزة في تاريخ السينما اليابانية والعالمية، خاصة في فترة الستينيات من القرن العشرين، فيما يلي قائمة بأبرز هذه الأفلام:
- 1952: شباب ابني
- 1953: القلب الصادق
- 1954: ثلاثة أحبة
- 1954: في مكان ما تحت السماء الواسعة
- 1955: أيام جميلة
- 1956: الغرفة ذات الجدران السميكة
- 1956: المنبع (المعروف أيضًا بـ الربيع)
- 1956: سأشتريك
- 1957: النهر الأسود
- 1959: لا حب أعظم
- 1959: طريق إلى الأبدية
- 1961: صلاة الجندي
- 1962: الإرث
- 1962: هاراكيري
- 1964: كوايدان
- 1967: تمرد الساموراي
- 1968: نشيد الرجل المتعب
- 1971: نُزل الشر
- 1975:  الأحفورة
- 1979: خريف مشرق
- 1983: محاكمة طوكيو (فيلم وثائقي)
- 1985: عائلة بلا مائدة عشاء

### كمساعد مخرج
في بداياته عمل كوباياشي كمساعد مخرج في عدة أفلام أبرزها:
- 1948: الصورة الشخصية
- 1948: الارتداد عن الإيمان
- 1949: شبح يوتسودا
- 1949: الطبل المكسور
- 1951: كارمن تعود إلى الوطن
- 1951: الألعاب النارية فوق البحر

## أسلوبه
ركز كوباياشي على تصوير الصراع بين الفرد والسلطة، مسلطًا الضوء على التوترات بين القيم الإنسانية والأنظمة القمعية. تجلى ذلك بوضوح في ثلاثيته الملحمية الحالة البشرية (1959–1961)، حيث استكشف تأثير الحرب العالمية الثانية على إنسانية الفرد ومعاناته في مواجهة القمع. 
تميز كوباياشي باستخدامه لتقنيات سينمائية تعزز من قوة السرد وتعمق الرسائل التي يرغب في إيصالها، ومن أبرز هذه التقنيات، اعتماده على تكوينات بصرية معقدة وزوايا تصوير مدروسة لنقل المشاعر والتوترات الداخلية للشخصيات، كما يلجأ كوباياشي إلى استخدام وتيرة سردية هادئة تسمح للمشاهد بالتعمق في تفاصيل القصة وفهم أبعادها الإنسانية، بالإضافة إلى اعتماده على موسيقى تصويرية مؤثرة تعزز من الجو العام للفيلم وتساهم في نقل الحالة النفسية للشخصيات.
عمل كوباياشي مع ممثلين بارزين مثل تاتسويا ناكادي، مما أضفى عمقًا وتميزًا على شخصيات أفلامه. كان يولي اهتمامًا كبيرًا بأداء الممثلين، ساعيًا لتحقيق تجسيد واقعي ومعبر عن الصراعات الداخلية والخارجية التي تواجهها الشخصيات.

## جوائز وترشيحات
حصل على جوائز منها:
جوائز
- جائزة لجنة التحكيم (1963)
- جائزة لجنة التحكيم (1965)
- جائزة لجنة التحكيم، عن عمل: كوايدان (1963)
- جائزة لجنة التحكيم، عن عمل: كوايدان (1965)
- جائزة ساثرلاند [الإنجليزية]‏ (1967)

ترشيحات
- جائزة الأوسكار لأفضل فيلم بلغة أجنبية، عن عمل: كوايدان (1965)

ترشح لـ:
- جائزة الأوسكار لأفضل فيلم بلغة أجنبية، عن عمل: كوايدان (1965).

## وصلات خارجية
- ماساكي كوباياشي على موقع IMDb (الإنجليزية)
- ماساكي كوباياشي على موقع الموسوعة البريطانية (الإنجليزية)
- ماساكي كوباياشي على موقع ألو سيني (الفرنسية)
- ماساكي كوباياشي على موقع أول موفي (الإنجليزية)
- ماساكي كوباياشي على موقع قاعدة بيانات الأفلام السويدية (السويدية)
- ماساكي كوباياشي على موقع قاعدة بيانات الفيلم (الإنجليزية)
- ماساكي كوباياشي على موقع كينوبويسك (الروسية)